# 人权捍卫者中心
人权捍卫者中心（波斯語：‎ ）是一个建立在伊朗的人权组织。

## 组织
人权捍卫者中心成立于 2001 年。该机构的总部位于伊朗首都德黑兰。其成立以来的一贯宗旨是积极捍卫伊朗妇女、政治犯和少数民族的权利。机构的创始成员中包含了几位最著名的伊朗律师——阿卜杜勒法塔·索尔塔尼、穆罕默德·赛夫扎德 、穆罕默德·阿里·达德卡和穆罕默德·谢里夫。  2003年诺贝尔和平奖获得者希林·伊巴迪也出任了该机构的主席。纳尔吉斯·穆罕默迪于 2003 年加入该组织，后来成为该组织的副主席。  她也获得了2023年的诺贝尔和平奖。
该中心是国际人权联合会的成员，并获得法国国家人权委员会颁发的2003年人权奖。
原则上来说，作为人权组织，人权捍卫者中心无需正式向伊朗政府登记注册即可开展行动，然而该组织一直致力于获得注册许可。无论是穆罕默德·哈塔米还是马哈茂德·艾哈迈迪内贾德担任总统期间，人权委员会都没有成功获得伊朗政府正式注册。 人权捍卫者中心早在2004年2月就像伊朗政府申请了注册，但据主席埃巴迪称，虽然2006年9月内政部的政治代表宣布该委员会已批准该请求，但内政部从真正向该组织未颁发许可证。 

## 成就
人权捍卫者中心为伊朗许多知名法律案件辩护，例如为阿克巴尔·甘吉和扎赫拉·卡泽米的家人提供辩护。

## 组织荣誉
- 2003年荣获法国国家人权委员会颁发的人权奖。
- 2003年诺贝尔和平奖被授予了人权捍卫者中心的主席——希林·伊巴迪。
- 2023 年诺贝尔和平奖授予人权捍卫者中心的副主席——纳尔吉斯·穆罕默迪。